# Särläkemedel
Särläkemedel (engelska: orphan drugs, "föräldralösa läkemedel") är läkemedel för behandling av en ovanlig sjukdom.

## Klassificering
För att klassas som särläkemedel inom EU ska det innebära en helt ny behandling för en livshotande eller kroniskt funktionsnedsättande sjukdom eller vara till stor nytta för de som lider av sjukdomen. Sjukdomen får högst förekomma hos 5 av 10 000 personer.

## Marknad
Marknaden för särläkemedel växer med cirka 11% per år, vilket är dubbelt så mycket som den övriga läkemedelsmarknaden. 2015 såldes särläkemedel för 102 miljarder dollar globalt.

## Särläkemedel i Sverige
Kostnaden för särläkemedel i Sverige 2015 var nästan 1,2 miljarder kronor, vilket var ungefär fyra procent av landstingens totala kostnader för läkemedel. Särläkemedlen subventioneras ofta inte av staten eftersom de i större utsträckning inte omfattas av högkostnadsskyddet. Det innebär att kostnaderna för särläkemedel betalas av landstingen i högre utsträckning än övriga receptbelagda läkemedel. I en enkät svarade 19 av 21 landsting och regioner att kostnaderna för särläkemedel ökade. Flera landsting uppgav också att de ökade kostnaderna för särläkemedel gick ut över annan vård.
Det är NT-rådet, som tar fram rekommendationer om nya läkemedel ska användas i landstingen. Cirka 10 särläkemedel anses vara för dyra i förhållande till sin effekt och därför avråder NT-rådet landstingen från att använda dem. I slutändan är det dock läkare eller kliniker som fattar det slutgiltiga beslutet om behandling, vilket medför att behandlingen kan bli olika beroende på i vilket landsting man bor. Behandlande läkare kan ha kopplingar till de läkemedelsföretag som säljer särläkemedlet.

### Exempel
Exempel på särläkemedel som används i Sverige är:
- Soliris (mot aHUS och PNH), 4,5 miljoner kronor per patient och år
- Vimizim, 3,8 miljoner kronor per patient och år
- Translarna (mot Duchennes muskeldystrofi), drygt 3 miljoner kronor per patient och år
- Kyprolis, 2,5 miljoner kronor per patient och år
- Procysbi, 1,6 miljoner kronor per patient och år
- Revestive, 2,2 miljoner kronor per patient och år
- Vyndaqel 1,2 miljoner kronor per patient och år
- Revlimid
- Vidaza
- Elaprase (mot Hunters sjukdom)

## Särläkemedel i USA
USA:s kongress antog 1983 "Orphan Drug Act" efter lobbyarbete av bland andra den amerikanska organisationen "National Organization for Rare Disorders". Syftet med denna lag var att uppmuntra läkemedelsföretag att utveckla läkemedel för sällsynt förekommande sjukdomar, det vill säga sådana sjukdomar som endast medför en liten marknad för läkemedelsbolag. I enlighet med denna lag kan kandidater till läkemedel, vacciner och diagnostika godkännas av Food and Drug Administration för "orphan drug designation", om målgruppen är färre än 200.000 amerikanska medborgare.  
En sådan status ger det aktuella läkemedelsbolaget bland annat sju år monopol på den amerikanska marknaden, skatteavdragsmöjligheter för utvecklingskostnader samt direkt finansiellt forsknings- och administrativt stöd.